# 浮动螺母

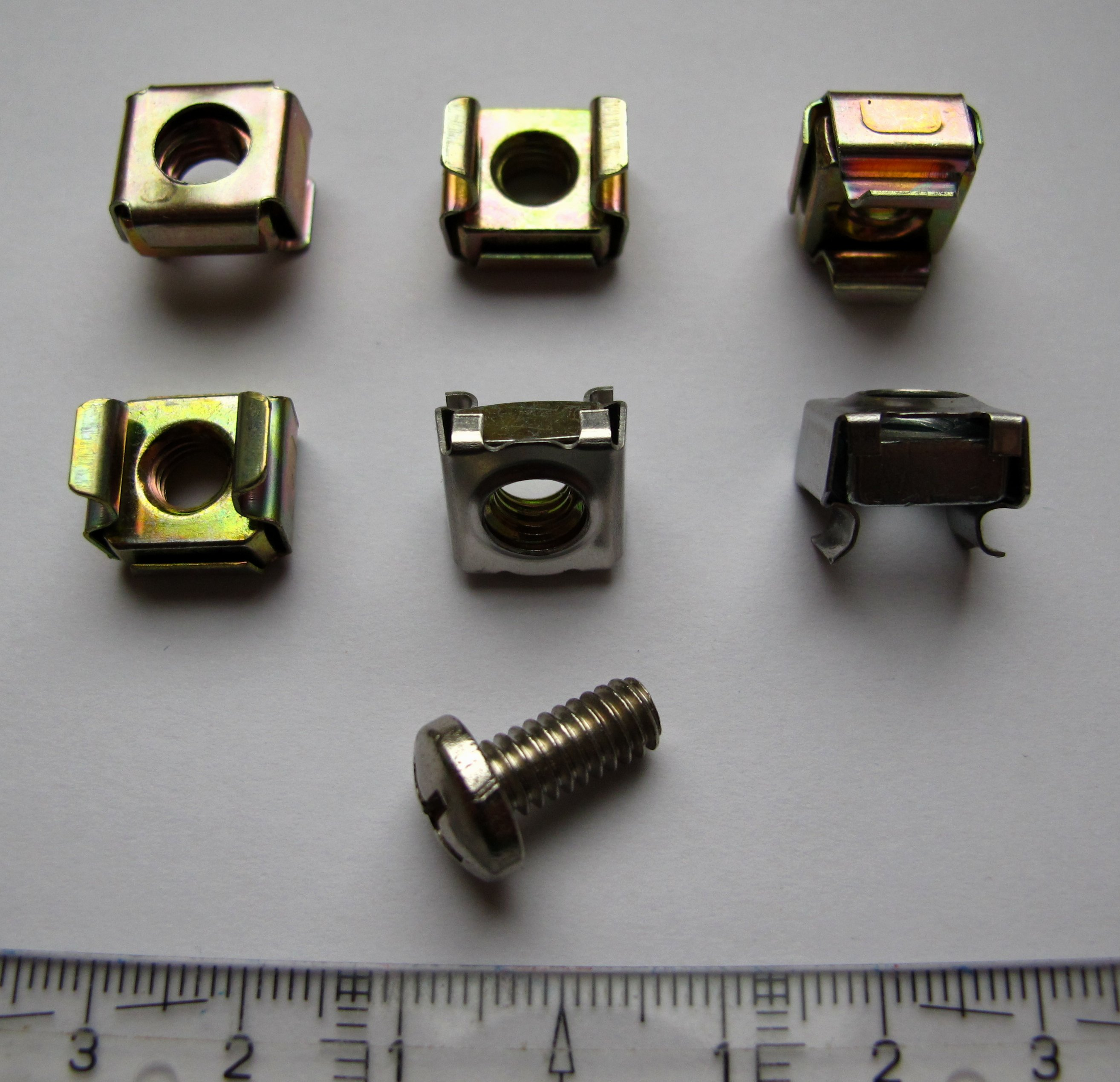
浮动螺母和一个螺栓

浮动螺母也称卡式螺母，是一种自带调节功能的螺母，可补偿配合孔的安装误差。在1950年代初申请专利，最初设计需要用工具将其压入孔内。改良后，不需借助工具即可完成安装。

## 外部連結
- Sizing Table for 10/32, 12/24, M5, and M6 Cage Nuts